# 蛋白印相

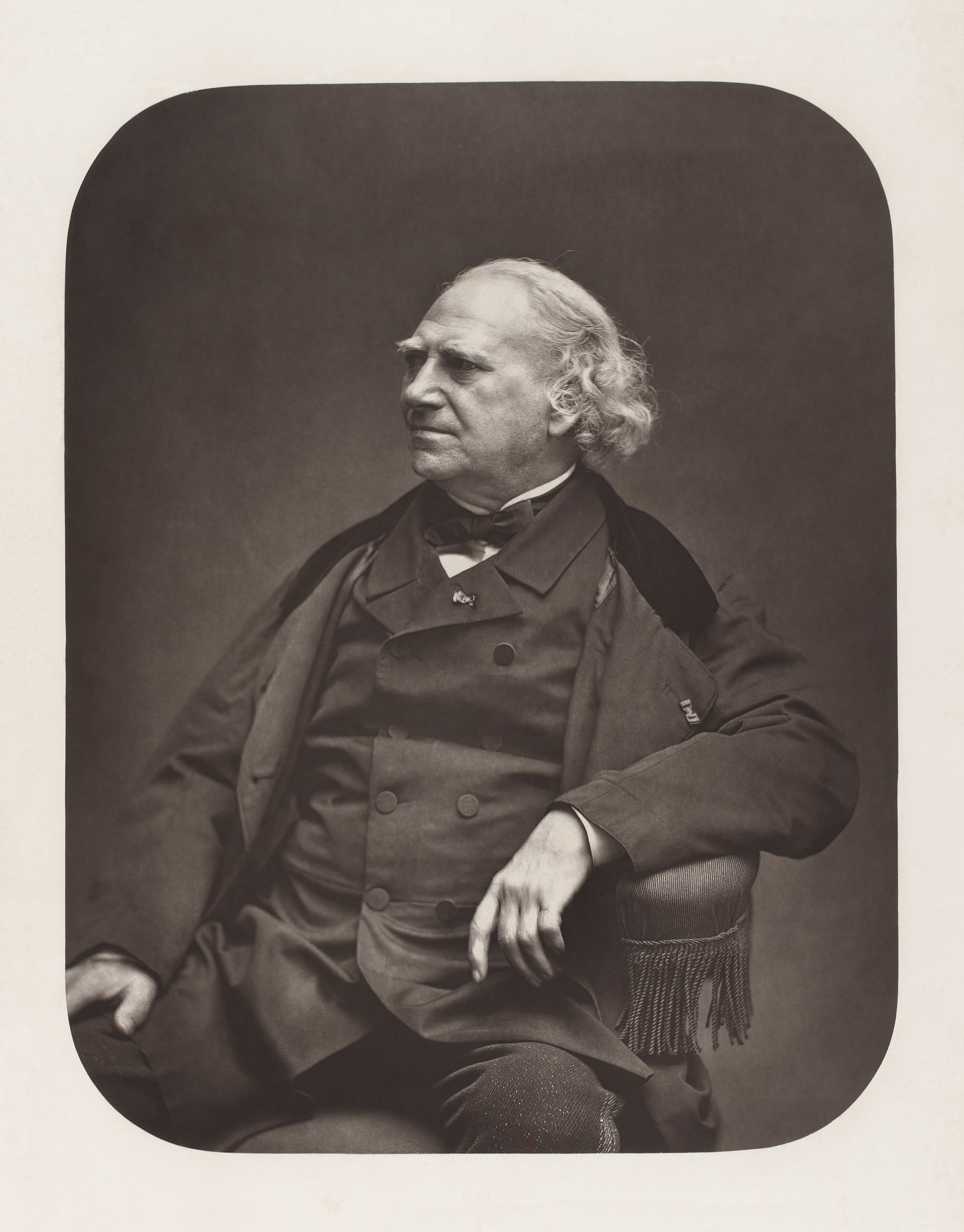
路易·德塞尔·巴兰夸特-伊沃拉德的蛋白印相，于1869年自拍

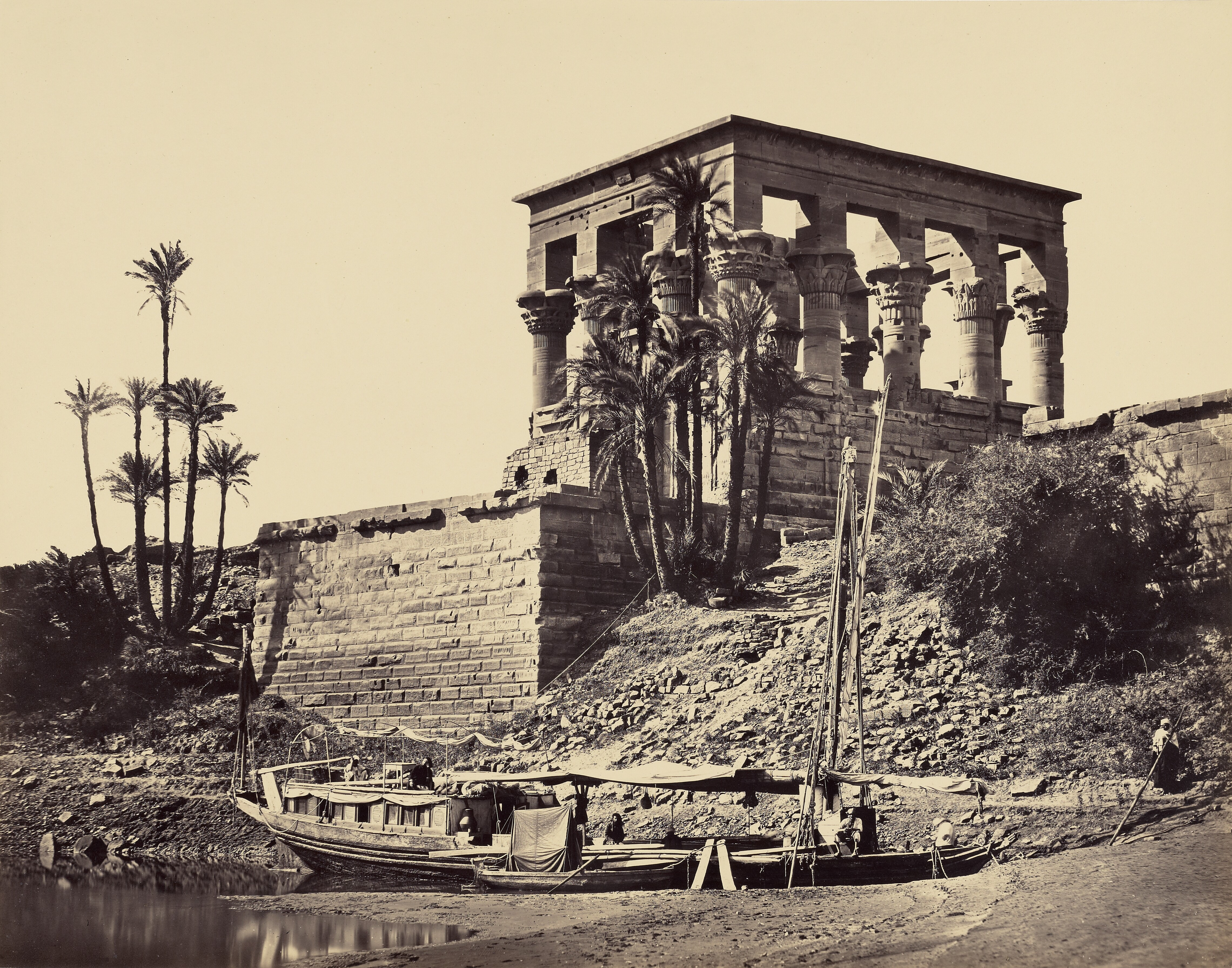
图拉真亭的蛋白印相（原印相尺寸38.2×49.0厘米），弗朗西斯·弗里斯于1857年拍摄，收藏于苏格兰国立美术馆

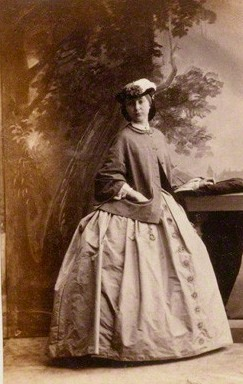
凯瑟琳·拉塞尔（安伯利子爵夫人）的蛋白印相（原印相大小为85x55毫米），由卡米尔·西尔维拍摄

蛋白印相（albumen print），也叫蛋白银印相（albumen silver print），是第一种可商业利用的从底片在纸基上生成照片印刷品的方法，由路易·德塞尔·巴兰夸特-伊沃拉德于1847年1月首次发表。蛋白印相利用蛋清中发现的蛋白将照相化学物质粘合到纸张上，并从1855年起直到20世纪初成为照相正片的主要形式，在1860年到1890年达到顶峰。在19世纪中叶，小名片成为蛋白方法的最常用的用途之一，而E. & H. T. Anthony & Company是美国最大的蛋白印相和相纸的制造商和分销商。

## 印相过程
1. 往通常用纯棉制成的纸张涂覆蛋清（蛋白）和盐（氯化钠或氯化铵）的乳液，然后进行干燥处理。蛋白封住纸张，并为光敏剂提供稍有光泽的表面。
2. 将纸浸入硝酸银和水的溶液中，使表面对紫外线敏感。
3. 在没有紫外线的情况下将纸进行干燥处理。
4. 将干燥并备妥的纸张放在底片上，使其直接接触底片。传统来说，底片指带有胶棉乳液的玻璃底片，但是此步骤也可以使用现代卤化银底片作为替代进行。然后将带底片的纸张曝光，直到图像达到所需的暗度，通常比最终产物的暗度要浅。由于此步骤是印相过程，且在过程中能够看到图像在曝光时呈现出一定的形状，所以可据此对印相进度进行检查。尽管在很早以前就使用过阳光直射这一曝光方式，但是由于纸张对紫外线最为敏感，曝光过程可预见，因此现今更多使用紫外线曝光装置进行曝光。
5. 硫代硫酸钠溶液可修复照片的曝光度，防止其进一步变暗。
6. 可选用金或硒进行过调（英语：Photographic print toning）可以改善并稳定照片的色调以防褪色。可根据墨粉种类的不同，在定影印刷前或定影印刷后进行过调。

由于图像是暴露在光线下的直接结果，无需显影液的帮助，因此可以说蛋白印是“印刷”出来的相片，而不是显影的相片。 
当与硝酸银接触时，蛋白乳液中的食盐（氯化钠）形成氯化银。暴露于光线中的氯化银很不稳定，容易分解成银离子（Ag+）和氯。在显影/印相过程中，通过添加电子将银离子还原为银（Ag），并在定影期间将残留的氯化银冲洗掉。图像的黑色部分由金属银（Ag）形成。

## 书籍
- Marshall, F.A.S. Photography: the importance of its applications in preserving pictorial records. Containing a practical description of the Talbotype process (London: Hering & Remington; Peterborough, T Chadwell & J Clarke, 1855).